# Helpsen
Helpsen település Németországban, azon belül Alsó-Szászország tartományban. Lakosainak száma 1932 fő (2023. december 31.).

## Fekvése
Helpsen Stadthagen és Obernkirchen községekkel határos.

## Népesség
A település népességének változása:
| Lakosok száma | 1920 | 1932 | 1929 | 1964 | 1993 | 1932 |
|               | 2016 | 2017 | 2019 | 2021 | 2022 | 2023 |